# デビルマン (映画)
『デビルマン』（DEVILMAN）は、2004年10月9日東映系公開の日本の特撮映画。永井豪の漫画『デビルマン』の実写映画化作品で、PG-12指定。
制作費10億円に対して興行収入は5.2億円と興行的大失敗に終わった。評価も非常に低く、公開前より「すべてにおいて徹底できない映画」「めまぐるしくアングルを変えればごまかせると思っている安いCG」「すべてに通暁する中途半端さ」と評され、後年においても「多くの酷評が寄せられたことで知られている」と公然の事実として言及される。

## 概要
「原作漫画の完全実写映画化」というキャッチフレーズのもと、制作費10億円をつぎ込みVFXをふんだんに用いて製作された。当初、公開は2004年5月ごろを予定したが「驚異の映像をふんだんに駆使し、満足のいくクオリティーに仕上げること」を確約するため10月に延期した。特撮映画・テレビを手掛ける東映と、アニメを手掛ける東映アニメーションがタッグを組んで特撮シーンが製作され、それを「T-Visual」と名づけて売り出した。先にアニメによる作画を行い、それにしたがってCGに動きをつけ、CGカットの中に一瞬だけ手描きの絵が挿入されたりと「アニメと実写の融合」という新しい表現を試みている。

## 評価とその背景
本作品が公開された2004年には他にも『CASSHERN』（4月）、『キューティーハニー』（5月）、『NIN×NIN 忍者ハットリくん THE MOVIE』（8月）と往年の人気漫画・テレビアニメをVFXを用いて実写化した映画が公開された。それらの評価はまちまちであるが本作品はその中でも特別に評価が低く、多くの酷評が寄せられた。
映画評論家の前田有一は本作品を「ポスターだけはいい映画」として100点満点中2点と評し、作家の山本弘も自身の公式ホームページで冗談めかしながらも「僕はこれから映画を作ろうという人間すべてにこの映画を観せるべきやと思う。だってこの映画を観たら、娯楽映画を作る際に、何をやったらあかんかがよく分かるやろ？　それさえ守れば、駄作が作られる可能性が極端に減らせると思うねん」と述べている。また唐沢俊一もこの作品を「事故」にたとえ、野次馬気分で見に行く映画であると指摘した。第14回東京スポーツ映画大賞特別作品賞において、審査委員長の北野武は「映画『デビルマン』は『みんな〜やってるか!』『シベリア超特急』『北京原人 Who are you?』に続く映画史に残る四大おバカ映画。酔っ払って見たらこれ以上のものはない」と述べた。その他にも各新聞・各種の映画サイトで酷評が寄せられ、最低映画を決定する「文春きいちご賞」（週刊文春主催）の2004年度で1位を獲得、同趣旨の第1回「蛇いちご賞」（スポーツ報知）でも作品賞に選ばれた。
これらの評者が挙げる批判点としては以下のものがあり、最低映画として世間に知られることとなった。
- 主演の伊崎兄弟をはじめとしたメインキャストに演技経験が皆無か乏しいタレント[注 1]が大量に起用され、その様子は「学芸会」と評された[5][注 2]。
- 原作の話の筋を短い上映時間に詰め込んだ結果、原作では整合性の取れる部分が映画で意味不明になっている。全体が細切れのエピソードの単なる羅列になり、物語の進行上で重要な場面の大半がカットされている。
- 小林幸子[注 3]やボブ・サップ、小錦などの有名人のカメオ出演に全く意味がなく話の緊張感を削ぐだけになっている。
- 格闘シーンのCGに迫力が無い。
- 公開前のポスターと全く異なるシレーヌのデザインが批判を浴びた[要出典]。

本作と同じく東映東京撮影所が制作し、2022年に公開された映画『大怪獣のあとしまつ』も評価が低く、『令和のデビルマン』とする声もあり、評価の低い映画の典型例としても扱われるようになった。

## スタッフ
- 原作：永井豪
- 製作総指揮：泊懋
- 企画：遠藤茂行、森下孝三、石井徹、木村純一、竹内淳
- プロデューサー：冨永理生子、松井俊之、北﨑広実
- 監督：那須博之
- 脚本：那須真知子
- 撮影：さのてつろう
- ステディカム：佐光朗、清久素延
- 特撮監督・VFXプロデューサー：佛田洋
- デビルマンコンセプトデザイン：寺田克也
- キャラクターデザイン：衣谷遊
- CGプロデューサー：氷見武士
- CGスーパーバイザー：野口光一
- CGアニメディレクター・絵コンテ：宮原直樹
- VFXテクニカルスーパーバイザー：根岸誠
- 特殊撮影・VFXコーディネーター：高橋政千
- アクションコーディネーター：野口彰宏
- アクション監修：小池達朗
- 衣装：森口誠治、鶴岡英門
- 造型・特殊メイク（デビルマン・サタン・ミーコ）：中田彰輝
- 特殊造型（シレーヌ・美樹の首）：三木康次
- ラボ：東映ラボ・テック
- 製作プロデューサー：生田篤
- キャスティングプロデューサー：福岡康裕
- 協力：ボーダフォン、プジョー・ジャポン
- 製作者：坂上順、高橋浩、黒澤満、早河洋、東聡
- 製作：『デビルマン』製作委員会（東映、東映アニメーション、東映ビデオ、テレビ朝日、バンダイ、ラッドガー）

## キャスト
- 不動明 / デビルマン：伊﨑央登
- 飛鳥了 / サタン：伊﨑右典
- 牧村美樹：酒井彩名
- 牧村啓介：宇崎竜童
- 牧村恵美：阿木燿子
- 飛鳥教授：本田博太郎
- シレーヌ：冨永愛
- 川本巳依子（ミーコ）：渋谷飛鳥
- ススム：染谷将太
- ニュースキャスター モリソン：ボブ・サップ
- 牛久雅夫：仁科克基
- 重森隆夫：大沢樹生
- 青山：金山一彦
- 上田：きたろう
- 佃：鳥肌実
- 沼田：今井雅之
- 長田：俊藤光利
- ジンメン：船木誠勝
- 六平：田中鈴之助
- 洋二：川久保拓司
- ミノル：中山貴将
- 沙織：仲程仁美
- 由香：石川佳奈
- 美穂：森本ゆうこ
- ススムの父：小倉一郎
- ススムの母：洞口依子
- 佃の同僚：モロ師岡、有福正志
- 中学校の先生：布川敏和
- アジトのデーモン：KONISHIKI
- 隣家の中年女：小林幸子
- 神父：永井豪
- 銃を受け取る車椅子の男：的場浩司
- 地下鉄の乗客：嶋田久作
- 並樹史朗、清水宏、城春樹、殺陣剛太、清水一哉、正岡邦夫、町田政則、中山弟吾朗、戸田信太郎、ポイズンJULIE澤田、マーク武蔵、タノムサク鳥羽、男色ディーノ、夢野まりあ、宮沢麻衣、鷹城佳世、菊池隆志、真田幹也、須藤為五郎、羽柴秀矢、出口哲也、宇賀神明広、植村喜八郎 ほか

## 受賞
- 2004年度文春きいちご賞1位
- 第1回蛇いちご賞（全4部門中3部門の受賞）
  - 作品賞
  - 男優賞：伊﨑央登、伊﨑右典
  - 監督賞：那須博之
- 第14回東京スポーツ映画大賞特別作品賞

## ソフト化
東映ビデオより発売された。
- DEVISUAL ver.0 デビルマン解体新書 -シレーヌ編-（DVD1枚組、2004年9月21日発売）
- デビルマン 通常版（DVD1枚組、2005年4月21日発売）
- デビルマン プレミアムセット（DVD2枚組、2005年4月21日発売・初回限定生産）